# OAuth
OAuth je otevřený protokol, navržený Blainem Cookem a Chrisem Messinou. Cílem je poskytnout bezpečnou autentizaci a autorizaci oproti API různých služeb, a to jednotně pro desktopové, mobilní i webové aplikace.
Provozovatelům služby, která OAuth identity poskytuje, dává OAuth možnost sdílet uživatelská data a identity, aniž by uživatelé museli prozrazovat své heslo komukoliv dalšímu.

## Historie
OAuth vzniklo v listopadu 2006. Tehdy se Blaine Cook pokoušel implementovat OpenID pro Twitter, ve stejné době i Ma.gnolia potřebovala řešení, jak zpřístupnit svým uživatelům widgety se svými službami přes OpenID autentizaci. Bohužel se ukázalo, že OpenID ani žádný jiný podobný otevřený standard neposkytuje možnosti pro delegování přístupů k API podobných služeb.
V dubnu 2007 byla založena OAuth discussion group s cílem napsat draft návrhu otevřeného protokolu, který by splňoval všechny vytyčené požadavky. Projekt začal záhy podporovat i Google zastoupený DeWitt Clintonem. První draft specifikace byl představen v červenci 2007. 3. října 2007 pak byla uvedena finální verze OAuth Core 1.0.
V říjnu 2012 byla finalizována nová verze OAuth 2.0, která nahrazuje OAuth 1.0.